# Isa Asp
Isa Asp, född 4 februari 1853 i Utajärvi, död 12 november 1872 i Jyväskylä, var en finländsk diktare, känd som "Finlands Sapfo". Hon avled av tuberkulos och efterlämnade sig omkring 100 dikter där en av de mest kända är "Vågens vaggvisa". Hennes verk publicerades postumt.

## Biografi
Asp föddes som dotter till Jaakko Asp och hans hustru Beata Elisabet, född Puhakka. Hon var ett av deras nio överlevande barn. Asp var lärarstudent och bodde på olika platser i Finland, bland annat i Puolanka under två år innan hon påbörjade sina studier till lärare. I Puolanka har man uppfört en staty till hennes minne.